# Antonio Sapienza
Antonio Sapienza mladší (18. června 1794, Petrohrad – 1855? tamtéž) byl ruský skladatel, sbormistr a dirigent italského původu. Podobně jako jeho otec Antonio Sapienza starší působil jako dvorní kapelník (maestro di capella) imperátorské kapely.

## Život
Otec Antonia pocházel z Neapole. Do Ruska odešel v roce 1783 a v Petrohradě sloužil jako hudebník a učitel zpěvu u carského dvora. V roce 1794 se mu v Petrohradě narodil syn. Základní hudební vzdělání tak Antonio získal v rodině.
V roce 1822 odcestoval do Neapole aby pokračoval ve studiu. Jeho učiteli byli Giacomo Tritto, Niccolò Antonio Zingarelli a Pietro Generali. Během studií zkomponoval dvě mše, několik motet a Salve Regina. V Neapoli zůstal šest let a pro neapolská divadla zkomponoval tři opery, které byly dobře přijaty. Byl rovněž jedním ze skladatelů, kteří zkomponovali dramatickou kantátu La fondazione di Partenope provedenou v Teatro San Carlo 12. ledna 1824 na počest narozenin krále Ferdinanda I.
V roce 1828 se Sapienza vrátil do Petrohradu, kde pracoval jako sbormistr a dirigent Imperátorského divadla. Po roce 1831 již o něm nejsou žádné zprávy. Zemřel pravděpodobně v roce 1855 v Petrohradu.

## Opery
- Rodrigo, opera seria (libreto Giovanni Federico Schmidt, 1823 Neapol, Teatro San Carlo)
- L'audacia fortunata, opera buffa (libreto Jacopo Ferretti, 1824 Neapol Teatro del Fondo)
- Tamerlano, dramma per musica (libreto Andrea Leone Tottola, 1824 Neapol, Teatro San Carlo), v roce 1828 v ruštině jako „Тамерлан“
- Ivan carevič (autor libreta neznámý, 1830 Petrohrad)
- Salve Regina